# 시그리

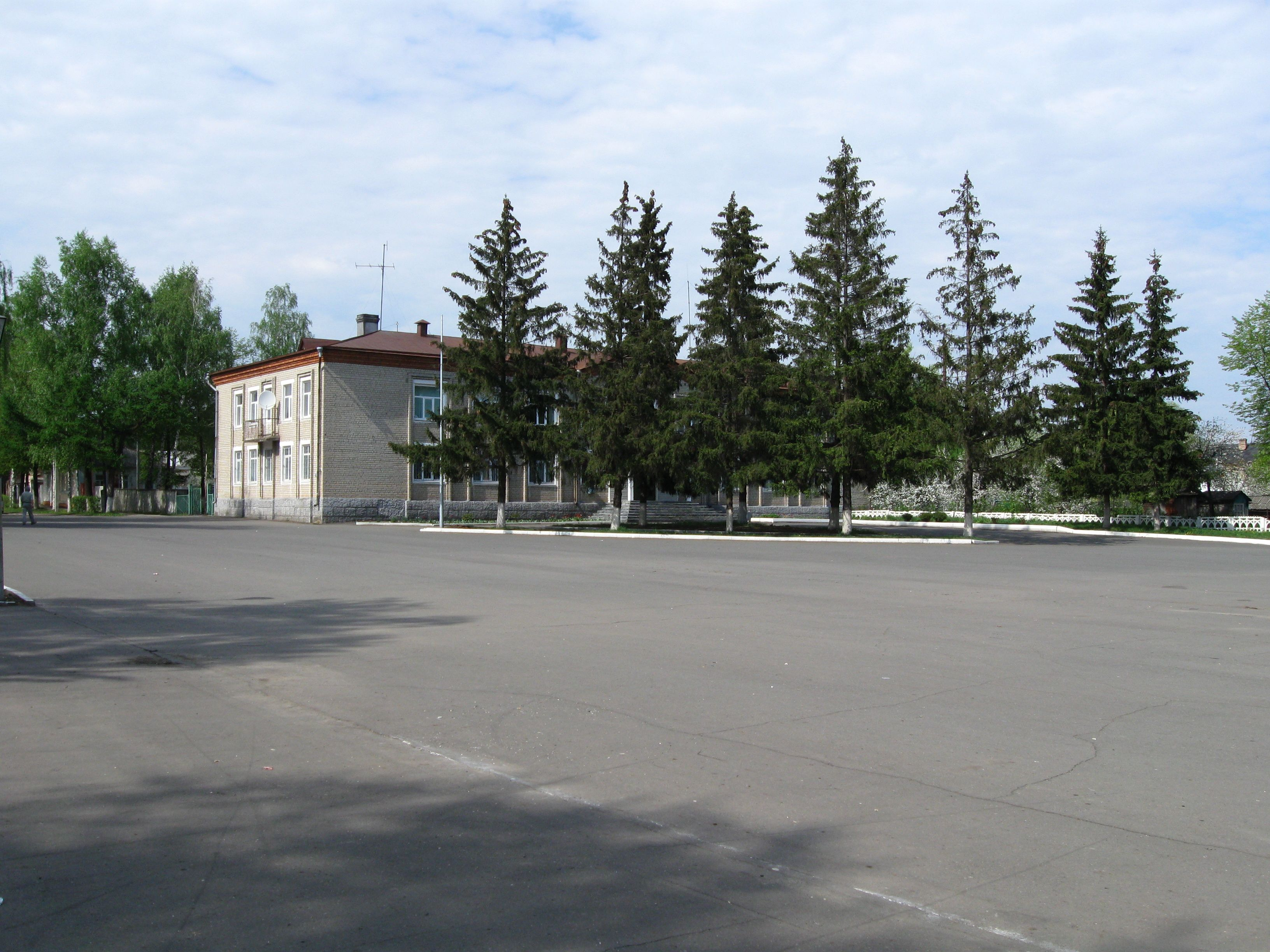

시그리(러시아어: Щигры)는 러시아 쿠르스크주의 도시이다. 쿠르스크에서 북동쪽으로 60km 떨어져 있다. 시그라 강과 레스나야 플라타 강 사이에 위치하며, 쿠르스크 시에서 북동쪽으로 60km 떨어져 있다. 인구는 2021년 조사 기준 14,927명.